# Mistrovství Československa silničních motocyklů 1958
Mistrovství Československa silničních motocyklů 1958 se konalo v objemových třídách do 175, 250, 350 a 500 cm³. 

### Závody
- - Z1 = Jičín 11. 5. 1958 – okruh 14 500 metrů;
  - Z2 = Litomyšl 1. 6. 1958 – okruh 10 800 metrů
  - Z3 = Piešťany 13. 7. 1958 – okruh 7 200 metrů
  - Z4 = Brno - Velká cena 24. 8. 1958 – okruh 17 800 metrů;

## Legenda

### Body za umístění
- - 1. místo – 6 bodů
  - 2. místo – 4 body
  - 3. místo – 3 body
  - 4. místo – 2 body
  - 5. místo – 1 bod

- Započítávají se 3 nejlepší výsledky ze 4

### Vysvětlivky
- - BC = Body celkem
  - BZ = Body započítávané

## Třída do 175 cm³
| Pořadí | Jméno            | Místo      | Moto    | Z1 | Z2 | Z3 | Z4 | BC | BZ |
| ------ | ---------------- | ---------- | ------- | -- | -- | -- | -- | -- | -- |
| 1.     | Karel Bojer      | Strakonice | ČZ      | 1  | 1  | 1  |    | 18 | 18 |
| 2.     | Václav Parus     | Praha      | ČZ OHC  | 2  | 2  | 3  |    | 11 | 11 |
| 3.     | Stanislav Malina | Strakonice | ČZ OHC  | 3  | 5  |    | 1  | 10 | 10 |
| 4.     | František Srna   | Pezinok    | Jawa ČZ |    | 3  |    | 2  | 7  | 7  |
| 5.     | František Kročka | Jur        | ČZ      |    |    | 2  |    | 4  | 4  |
| 6.     | Jan Novosad      | Miroslav   | ČZ      |    |    |    | 3  | 3  | 3  |
| 7.     | František Boček  | Praha      | ČZ      |    | 4  |    | 5  | 3  | 3  |
| 8.     | Jaroslav Žípek   | Strakonice | ČZ OHC  | 4  |    |    |    | 2  | 2  |
| 8.     | Milouš Hečko     | Ostrava    | ČZ OHC  |    |    | 4  |    | 2  | 2  |
| 8.     | František Fert   | Brno       | ČZ      |    |    |    | 4  | 2  | 2  |
| 11.    | Josef Hejmala    | Brno       | ČZ      | 5  |    |    |    | 1  | 1  |
| 11.    | Bohumil Řezníček | Šumperk    | ČZ      |    |    | 5  |    | 1  | 1  |

## Třída do 250 cm³
| Pořadí | Jméno             | Místo                  | Moto     | Z1 | Z2 | Z3 | Z4 | BC | BZ |
| ------ | ----------------- | ---------------------- | -------- | -- | -- | -- | -- | -- | -- |
| 1.     | František Bartoš  | Ostrava                | ČZ OHC   |    | 1  | 2  | 1  | 16 | 16 |
| 2.     | Jiří Koštíř       | Strakonice             | ČZ OHC   |    | 2  | 1  | 2  | 14 | 14 |
| 3.     | Gustav Havel      | Praha                  | Jawa OHC | 1  |    |    | 3  | 9  | 9  |
| 4.     | Václav Kvěch      | Strakonice             | ČZ OHC   |    | 3  | 4  |    | 5  | 5  |
| 5.     | Stanislav Malina  | Praha                  | ČZ OHC   | 2  |    |    |    | 4  | 4  |
| 6.     | Václav Vaněk      | Duchcov                | Jawa     | 3  |    | 5  |    | 4  | 4  |
| 7.     | Vlastimil Rain    | Dvůr Králové nad Labem | Ravo     |    |    | 3  |    | 3  | 3  |
| 8.     | Josef Vaněk       | Vsetín                 | Jawa     | 4  |    |    |    | 2  | 2  |
| 8.     | Jan Janouš        | Praha                  | Jawa OHC |    | 4  |    |    | 2  | 2  |
| 8.     | František Šťastný | Praha                  | Jawa OHC |    |    |    | 4  | 2  | 2  |
| 11.    | Karel Mojžíš      | Děčín                  | Jawa     | 5  |    |    |    | 1  | 1  |
| 11.    | Václav Kukla      | Roudníky               | Jawa ČZ  |    | 5  |    |    | 1  | 1  |
| 11.    | Oldřich Kába      | Týnec nad Sázavou      | Jawa     |    |    |    | 5  | 1  | 1  |

## Třída do 350 cm³
| Pořadí | Jméno              | Místo     | Moto     | Z1 | Z2 | Z3 | Z4 | BC | BZ |
| ------ | ------------------ | --------- | -------- | -- | -- | -- | -- | -- | -- |
| 1.     | František Šťastný  | Praha     | Jawa OHC | 1  |    |    | 1  | 12 | 12 |
| 2.     | Bořivoj Sedlák     | Brno      | Norton   | 4  |    | 1  |    | 8  | 8  |
| 3.     | Gustav Havel       | Praha     | Jawa OHC |    | 2  |    | 2  | 8  | 8  |
| 4.     | Pavel Slavíček     | Praha     | Jawa OHC |    | 1  |    |    | 6  | 6  |
| 5.     | Richard Schiffauer | Praha     | Jawa     |    | 5  | 2  |    | 5  | 5  |
| 6.     | František Srna     | Pezinok   | ČZ OHC   | 3  | 4  |    |    | 5  | 5  |
| 7.     | František Helikar  | Praha     | Jawa OHC | 2  |    |    |    | 4  | 4  |
| 8.     | Miroslav Čada      | Miroslav  | Jawa OHC |    | 3  |    |    | 3  | 3  |
| 8.     | Jaromír Makovička  | Dubí      | ČZ OHC   |    |    |    | 3  | 3  | 3  |
| 10.    | František Mrázek   | Brno      | Jawa     |    |    |    | 4  | 2  | 2  |
| 11.    | Zdeněk Bedrna      | Poděbrady | ČZ OHC   | 5  |    |    |    | 1  | 1  |
| 11.    | Václav Kukla       | Roudníky  | ČZ OHC   |    |    |    | 5  | 1  | 1  |

## Třída do 500 cm³
| Pořadí | Jméno             | Místo             | Moto      | Z1 | Z2 | Z3 | Z4 | BC | BZ |
| ------ | ----------------- | ----------------- | --------- | -- | -- | -- | -- | -- | -- |
| 1.     | Jan Bílý          | Prostějov         | Norton    | 1  | 3  | 2  | 2  | 17 | 14 |
| 2.     | Jiří Koštíř       | Strakonice        | Matchless |    | 1  |    |    | 6  | 6  |
| 2.     | František Helikar | Praha             | Jawa OHC  |    |    | 1  |    | 6  | 6  |
| 2.     | Josef Lukšík      | Plzeň             | Jawa OHC  |    |    |    | 1  | 6  | 6  |
| 5.     | Gustav Havel      | Praha             | Jawa OHC  |    | 2  |    |    | 4  | 4  |
| 5.     | František Šťastný | Praha             | Jawa OHC  |    |    | 2  |    | 4  | 4  |
| 7.     | Bořivoj Sedlák    | Brno              | Norton    |    | 5  | 3  |    | 4  | 4  |
| 8.     | Oldřich Kába      | Týnec nad Sázavou | Jawa OHC  |    | 4  |    |    | 2  | 2  |